# Dilochia cantleyi
Dilochia cantleyi är en orkidéart som först beskrevs av Joseph Dalton Hooker, och fick sitt nu gällande namn av Henry Nicholas Ridley. Dilochia cantleyi ingår i släktet Dilochia och familjen orkidéer. Inga underarter finns listade i Catalogue of Life.